# Uden-step
De Uden-step ook wel Powermove genoemd is een schijnbeweging die bij de sport basketbal door een aanvallende speler gebruikt kan worden om zijn directe tegenstander op tactische wijze te passeren.

## Definitie
Tijdens uitvoering van de Uden-step wordt er tactische gebruikgemaakt van de officiële regel die 2 looppassen zonder dribbelen toelaat. In de meest pure vorm van deze beweging rent de aanvallende speler al dribbelend op zijn verdediger af, waarna de aanvaller voor het gezichtsveld van zijn verdediger met een zogenaamde één-tel-stop ("jump stop") afstopt. Vervolgens maakt de aanvaller handig gebruik van zijn 2e toegestane pas door zich via een grote stap langs de verdediger af te manoeuvreren, bij voorkeur direct richting de basket voor een scoringspoging. De volgende video laat een duidelijk voorbeeld zien.

## Historie
De schijnbeweging is veelvuldig gebruikt in de gehele geschiedenis van het basketbal op ieder niveau. Wanneer deze beweging precies is ontstaan en door wie deze is uitgevonden is onduidelijk. De benaming "Uden-step" is dan ook slechts een label dat deze move in de laatste jaren opgeplakt heeft gekregen. De Uden-step heeft met name aan populariteit en naamsbekendheid gewonnen door de veelvuldige uitvoeringen van Dhr. L. van Bakel. Deze basketballer heeft in zijn carrière de Uden-step regelmatig in wedstrijden tot uiting gebracht, wat in vele gevallen leidde tot een gemakkelijke score. Doordat L. van Bakel de verschillende elementen van de Uden-step tot in perfectie uit weet te voeren heeft hij de effectiviteit van deze move laten blijken, wat ervoor heeft gezorgd dat deze beweging een heus begrip is geworden in de basketbalwereld.

## Controversie
De Uden-step zorgt tijdens basketbalwedstrijden regelmatig voor verwarring en discussie. Scheidsrechters lijken al snel geneigd te zijn te fluiten voor een loop-overtreding omdat de iets wat onnatuurlijk ogende beweging niet overeen lijkt te komen met de overige schijnbewegingen van het snelle basketbalspel. Echter, indien deze beweging correct wordt uitgevoerd is er geen sprake van een loop-overtreding; er wordt tactisch gebruikgemaakt van het toegestane maximaal aantal stappen zonder te dribbelen.